# Antônio Benedito da Silva
Antônio Benedito da Silva (* 23. březen 1965) je bývalý brazilský fotbalista.

## Reprezentační kariéra
Antônio Benedito da Silva odehrál za brazilský národní tým v roce 1989 celkem 1 reprezentační utkání.

## Statistiky
| Brazílie | Brazílie | Brazílie |
| Roky     | Záp.     | Góly     |
| -------- | -------- | -------- |
| 1989     | 1        | 0        |
| Celkem   | 1        | 0        |